# Zydeco

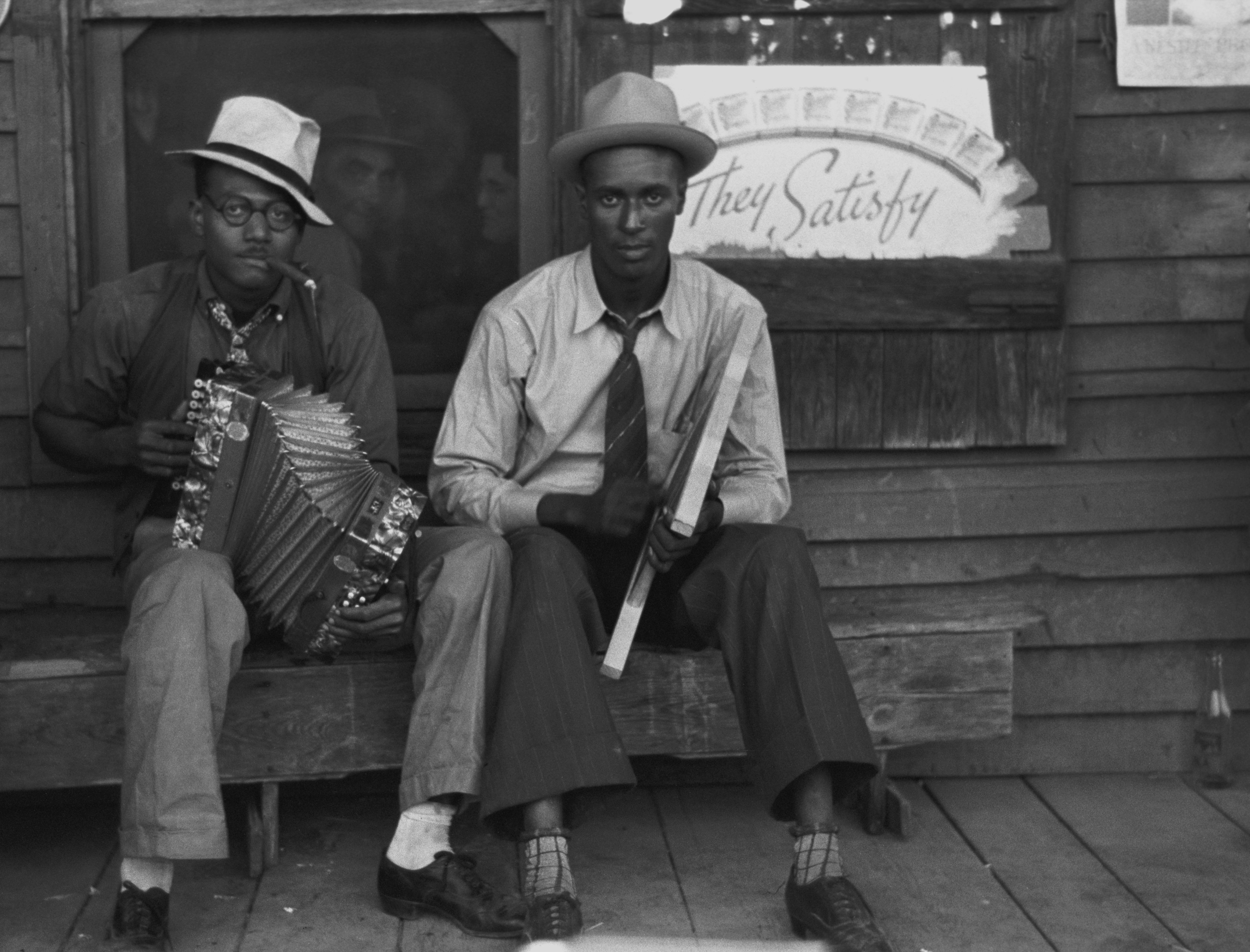
Zydeco-Musiker mit Akkordeon und Waschbrett in New Iberia, Louisiana

Der Zydeco [ˈzaɪdəˌkoʊ] ist eine schnelle, tanzbare Musikform aus dem Süden und Südwesten des US-amerikanischen Bundesstaates Louisiana. Charakteristische Instrumente sind Akkordeon und Waschbrett (Frottoir), die Texte sind überwiegend in englischer Sprache, manchmal auch in Cajun-Französisch.
Zydeco entwickelte sich Anfang des 20. Jahrhunderts aus der Vermischung der Cajun-Musik mit afroamerikanischen Einflüssen, die auch zur Entstehung von Blues und R&B beitrugen. Bevor der Name „Zydeco“ benutzt wurde, war die Musik unter anderem als „La-la“ und „Zodico“ oder einfach „French music“ bekannt. Amédé Ardoin machte 1929 die ersten Aufnahmen in diesem Stil. Als der texanische Blues-Musiker Lightnin’ Hopkins 1949 mit der Orgel einen Titel einspielte und der Produzent ihn nach dem Namen des Stückes fragte, wurde der Titel als Zolo Go veröffentlicht. Der Name Zydeco wurde wohl erstmals von Mack McCormick in dieser Form geschrieben.
Mitte der 1950er Jahre erreichte Zydeco durch Musiker wie Clifton Chenier und Boozoo Chavis eine gewisse Popularität. Chavis hatte 1954 mit Paper in My Shoe den ersten Zydeco-Hit. Als Chavis sich aus dem Musikgeschäft zurückzog, wurde Chenier der führende Star des Zydeco.
1965 hatte Chenier mit Les Haricots Sont Pas Salés („Die Bohnen sind nicht gesalzen“) einen Hit. Chenier behauptete, der Begriff „Zydeco“ sei als Verballhornung dieses Titels entstanden. Clifton Chenier hat wahrscheinlich Recht mit seiner Herleitung des Begriffs „Zydeco“, der Titel Les Haricots … ist ursprünglich auch nicht von ihm. Der Musikforscher und -produzent Chris Strachwitz nennt 1967 im kenntnisreichen Cover-Text der LP Zydeco den Titel „perhaps one of the oldest Negro Cajun tunes“; auf der LP findet sich eine Aufnahme von 1961.
Mitte der 1980er Jahre erlebte der Zydeco ein Revival, als Rockin’ Sidney mit einer Neuaufnahme von My Toot Toot einen Hit landete, der auch in den Pop-Charts erfolgreich war. Dies führte zu einer Reaktivierung altgedienter Zydeco-Musiker wie Boozoo Chavis, verhalf aber auch jungen Zydeco-Künstlern wie Chubby Carrier und Rosie Ledet zum Erfolg. Chris Ardoin, Beau Jocque, Keith Frank und Zydeco Force führten neue Elemente in die traditionelle Spielweise ein und betonten den Rhythmus durch die Bass Drum noch stärker. Diese neue Form wird auch als „Double Clutching“ bezeichnet.
Einer der bekanntesten Protagonisten ist der Gitarrist Sonny Landreth. In Anlehnung an seine Spieltechnik der Slide-Gitarre sowie seinen musikalischen Schwerpunkt, den Zydeco, erhielt Landreth den Beinamen „The King of Slydeco“.